# Physaria mendocina
Physaria mendocina är en korsblommig växtart som först beskrevs av Rodolfo Amando Philippi, och fick sitt nu gällande namn av O'kane och Al-shehbaz. Physaria mendocina ingår i släktet Physaria och familjen korsblommiga växter. Inga underarter finns listade i Catalogue of Life.